# Mecha-Ude: Mechanical Arms
Mecha-Ude: Mechanical Arms (メカウデ MECHANICAL ARMS, Meka ude mekanikaru āmu), est une série d'animation japonaise, créée et réalisée par Sae Okamoto. Il s'agit à l'origine d'un projet lancé par Okamoto sur Kickstarter en octobre 2016. Il atteint son objectif, et un épisode pilote est publié sur YouTube en mai 2019. L'animé devrait être diffusée à partir du mois d'octobre 2024 à la télévision japonaise. Entretemps, une adaptation en manga a commencé sa sérialisation sur la plateforme Line Manga (ja) le 15 septembre 2022.

## Synopsis
Dans un futur proche, des êtres mécaniques inconnus descendent sur Terre, fusionnant au hasard avec des humains afin de survivre. Ces êtres sont communément appelés « Mecha-Ude », en raison de leur ressemblance avec des membres humains mécanisés. Alors que la plupart d'entre eux sont inoffensifs, certains sont souvent violents et utilisés à des fins néfastes par des individus partageant les mêmes idées. Le groupe de résistance connu sous le nom de « ARMS » devant évaluer la situation avant de s'en occuper lui-même avec son propre Mecha-Ude.
Hikaru Amatsuga, un élève moyen du collège, se retrouve obligé de coopérer avec Alma, un Mecha-Ude amnésique qui va se lier à son sweat à capuche. Chargé à contrecœur par ARMS de se lancer dans une guerre totale pour protéger cet étrange Mecha-Ude de diverses factions cherchant à revendiquer Alma pour sa puissance inégalée en tant que « bras de déclenchement », Hikaru devra se frayer un chemin avec son nouvel allié mécanique et plusieurs autres utilisateurs de Mecha-Ude pour empêcher une autre faction connue sous le nom de « Kagami » de récupérer Alma pour ses plans contre les Mecha-Ude et la Terre elle-même.

## Personnages
Hikaru Amatsuga (あまつが ひかる, Amatsuga Hikaru)
Voix japonaise : Toshiyuki Toyonaga
Alma (アルマ, Aruma)
Voix japonaise : Tomokazu Sugita
Aki Murasame (むらさめ あき, Aki Murasame)
Voix japonaise : Yū Shimamura (ja)
Shinisu et Dekisu (シニス＆デキス)
Voix japonaise : Kaito Ishikawa
Jun Kagami (かがみじゅん, Kagami Jun)
Voix japonaise : Romi Park
Fist (フィスト, Fisuto)
Voix japonaise : Yūichi Nakamura
Tohdoh (トウドウ, Toudou)
Voix japonaise : Amatsuki (ja)

## Anime
Un premier financement participatif a lieu du 1er octobre au 5 novembre 2016 sur la plateforme Kickstarter. Le palier des 60 000 dollars et des 900 contributeurs est atteint lors de sa clôture,. Une autre campagne de financement, sur la plateforme japonaise Campfire, lève 4 849 500 yens (environ 44 000 dollars) en mars 2018.
Un pilote est produit et publié sur la chaîne de la vidéaste web américano-japonaise Reina Scully (en), avec des sous-titres anglais, le 10 mai 2019. Une version doublée en anglais est diffusée le lendemain sur la même chaîne.
Le 15 septembre 2022, l'animé à part entière est annoncé par Pony Canyon, ainsi que le début de l'adaptation en manga. Les différents membres du casting du film et le stutio TriF Studio reviennent avec Sae Okamoto à la réalisation. La série est scénarisée par Yasuhiro Nakanishi. Terumi Nishi et Yoko Uchida s'occupe du design des personnages, Nurikabe s'occupe du design des mecha et Hiroyuki Sawano, Kohta Yamamoto (ja), Daiki composent la musique. Le premier épisode est diffusé en avant-première lors du 20e édition du Festival international de films Fantasia le 20 juillet 2024. La série est ensuite diffusée du 3 octobre au 20 décembre 2024 au Japon sur Tokyo MX et d'autres chaînes. Elle est également diffusée en simulcast sur Crunchyroll dans la plupart des pays.
Setsuko de Kuhaku Gokko interprète le générique de début intitulé VORTEX et le générique de fin intitulé karma.

### Liste des épisodes
| No | Titre français                            | Titre japonais              | Titre japonais                       | Date de 1re diffusion |
| No | Titre français                            | Kanji                       | Rōmaji                               | Date de 1re diffusion |
| -- | ----------------------------------------- | --------------------------- | ------------------------------------ | --------------------- |
| 1  | La fille aux mécabras                     | メカウデ使い                | Mecha-Ude tsukai                     | 4 octobre 2024        |
| 2  | Ne pas vivre dans le même monde           | 生きてる世界が違いすぎ      | Ikiteru sekai ga chigai sugi         | 11 octobre 2024       |
| 3  | Tu as fait le choix de m’aider            | 手を伸ばしたのは君の意志    | Te o nobashita no wa kimi no shi     | 18 octobre 2024       |
| 4  | Quelqu’un d’important pour moi            | 大事な事のはずなのに        | Daijina koto no hazunanoni"          | 25 octobre 2024       |
| 5  | Tu caches quelque chose ?                 | なんか隠してない？          | Nanka kakushitenai?                  | 1er novembre 2024     |
| 6  | Ce que je voulais dire                    | 友達っていうのはつまりその… | Tomodachi tte iu no wa tsumari sono… | 8 novembre 2024       |
| 7  | Si on ne s’était pas rencontrés           | 私と出会ったばっかりに…     | Watashi to deatta bakkari ni…        | 15 novembre 2024      |
| 8  | Tu serais trop lent                       | お前の脚じゃ遅過ぎる        | Omae no ashi ja ososugiru            | 22 novembre 2024      |
| 9  | Mais t’es trop fort !                     | お前最強じゃねえか！        | Omae saikyō janē ka!                 | 29 novembre 2024      |
| 10 | Rappelle-toi, mon frère                   | 思い出せ、弟よ              | Omoidase, otōtoyo                    | 6 décembre 2024       |
| 11 | Tu peux pas t’arrêter là                  | こんな所で止まんなよ！      | Konna tokoro de tomannayo!           | 13 décembre 2024      |
| 12 | Malgré ça, on continue à aller de l’avant | それでも前に進み続ける      | Soredemo mae ni susumitsuzukeru      | 20 décembre 2024      |

## Manga
Une adaptation en manga a commencé à être publiée sur le site en ligne de l'éditeur LY Corporation à partir du 15 septembre 2022.

### Annotations
1. ↑  Les titres français de l'adaptation en anime proviennent de Crunchyroll.